# Вербівчани
«Вербівча́ни» — роман-хроніка українського письменника Іщука Арсена Олексійовича.
Роман описує життя селянства, починаючи з першої світової війни та під час подій більшовицької окупації.
Первісний варіант «Вербівчан» і досі не опублікований: «сліди» його губляться в таємних і по цей день архівах радянської цензури.

## Видання
- Вербівчани. Книга 1 : роман-хроніка / Арсен Олексійович Іщук. — Київ : Радянський письменник, 1961
- Вербівчани. Книга 2 : роман-хроніка / Арсен Олексійович Іщук. — Київ : Радянський письменник, 1965
- Вербівчани. Книга 3 : роман-хроніка / Арсен Олексійович Іщук. — Київ : Радянський письменник, 1975. — 224 с.

Роман також витримав два видання масовими тиражами у київському видавництві «Дніпро» — в 1978 і 1984 роках.
Роман був перекладений російською:  
- Вербовчане : Роман-хроника / Арсен Ищук ; Авториз. пер. с укр. Ю. Саенко ; [Ил.: Ю. К. Бажанов]. — Москва : Сов. писатель, 1966. — 463 с.